# 한영실
한영실(韓榮實, 1957년 11월 14일 ~ )은 대한민국의 이학박사이자 교수이며, 2008년부터 2012년까지 숙명여자대학교 총장(제17대)을 역임했다.

## 경력
인천에서 태어나 1980년 숙명여자대학교 식품영양학과를 졸업하고 1984년 동 대학원에서 석사 학위, 1990년 박사 학위를 받았다. 1992년 독일 본 대학교 식품공학과에서 박사 후 연수 과정을 이수하였다. 1985년부터 1997년까지 부경대학교(전 부산수산대학교) 식품생명과학과 교수로 재직하였으며 1997년에는 독일 본 대학교 식품공학과 객원 교수를 역임하였다. 1997년에 숙명여자대학교의 교수로 부임하였으며 2000년부터 2008년까지 숙명여자대학교 한국음식연구원 원장을 역임하였다. 2002년부터 2006년까지는 숙명여대 사무처장, 2006년부터 2008년까지는 교무처장으로 재임하였다.
또한 2005년부터 한국방송공사의 교양 프로그램 《비타민》의 코너인 ‘위대한 밥상’에 출연하였고 2008년에 이경숙 전 총장이 정년 퇴임하자 교수 직선으로 당선되어 9월 1일에 제17대 총장으로 취임, 2012년까지 역임했다.
- 한국조리과학회 학술상 (2001년)
- 숙명여자대학교 2004년 교외 연구 과제 우수 연구자상 (2005년)
- KBS 프로그램 특별상 (2005년)
- 제8회 KBS 바른 언어상 TV 진행 부문 (2006년)
- KBS 연예대상 공로상 (2006년)
- 숙명여자대학교 2005년도 교외 연구 과제 우수 연구자상 (2006년)
- 숙명여자대학교 2006년도 교수 업적 평가 우수상 (2007년)
- 숙명여자대학교 2006년도 교외 연구비 수탁 실적 우수상 (2007년)
- 식품의약품안전청 특별공로상 (2009년)

## 저서
- 우리가 정말 알아야 할 음식상식 백가지 (현암사, 1999년)
- 한국음식대관 제2권 (공저, 한국문화재보호재단, 1999년)
- 칼로리 건강법 (현암사, 2000년)
- 한국전통음식 (공저, 문화관광부, 2000년)
- 쉽게 찾는 칼로리북 (현암사, 2001년)
- 아름다운 우리 음식 (숙명여자대학교 출판국, 2005년)
- 위대한 밥상 1, 2 (현암사, 2005년)
- Invitation to Korean cuisine (숙명여자대학교 출판국, 2006년)
- 똑똑똑 요리공작실 (웅진씽크빅, 2006년)
- 위대한 밥상 3 (현암사, 2006년)
- 美麗韓國菜 1, 2 (Shaanxi Normal University Press, 2006년)
- 위대한 밥상 4 (현암사, 2006년)